# 皇紀二千六百年奉祝全国基督教信徒大会

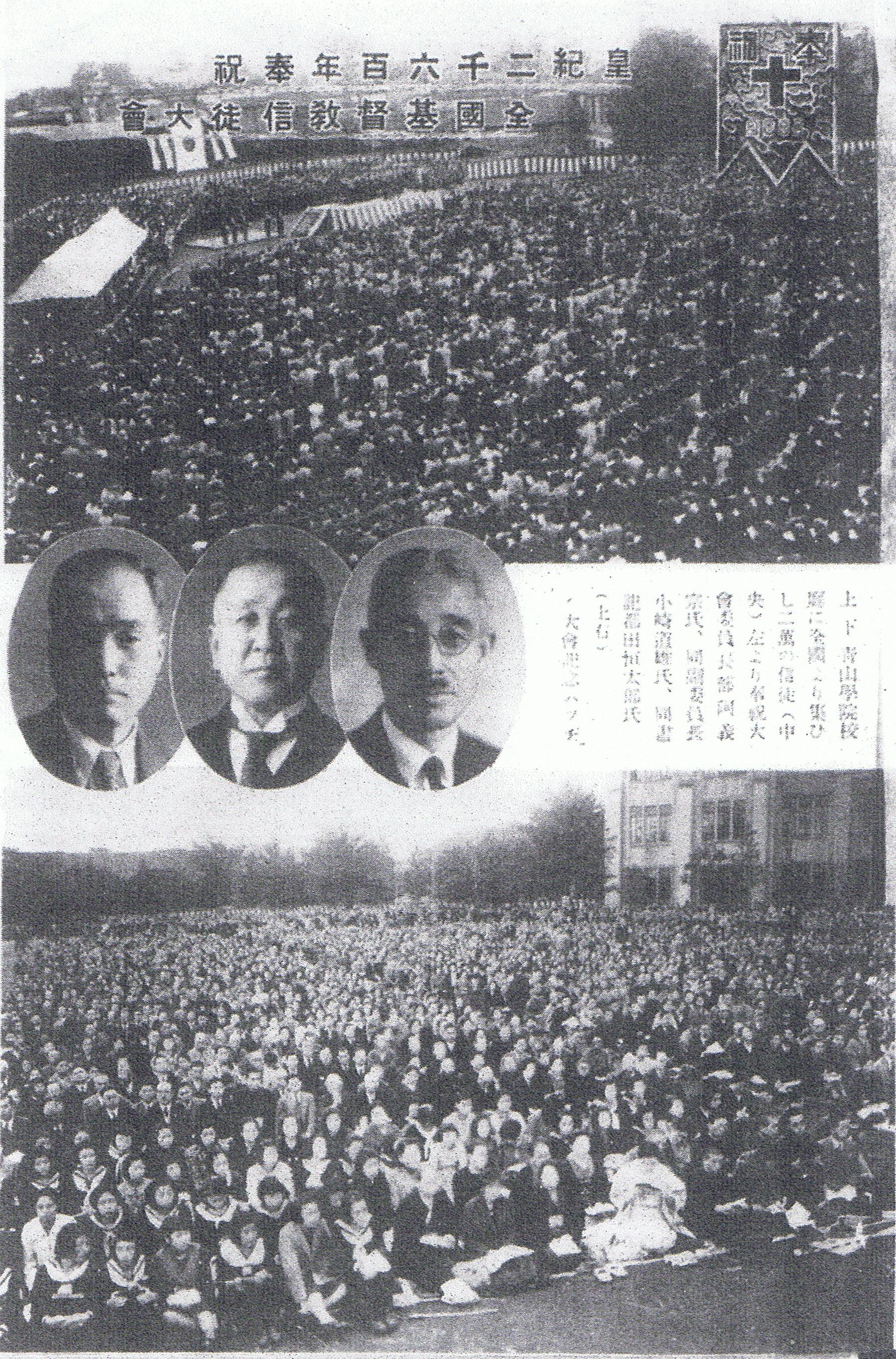
皇紀二千六百年奉祝全国基督教信徒大会

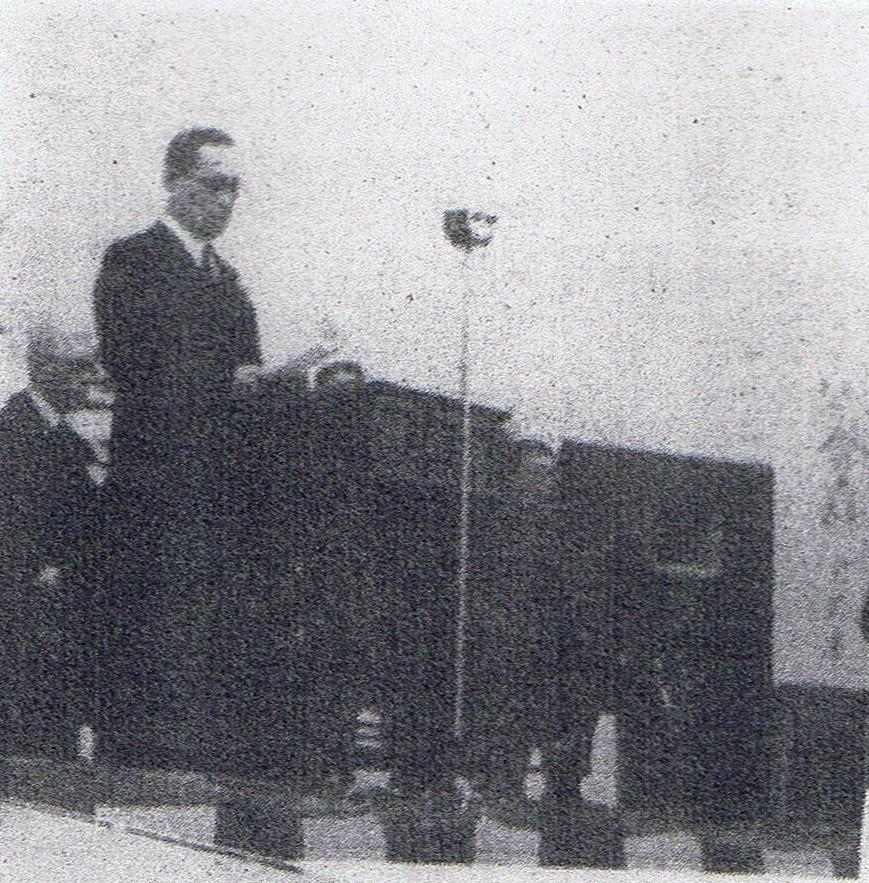
司会者富田満牧師

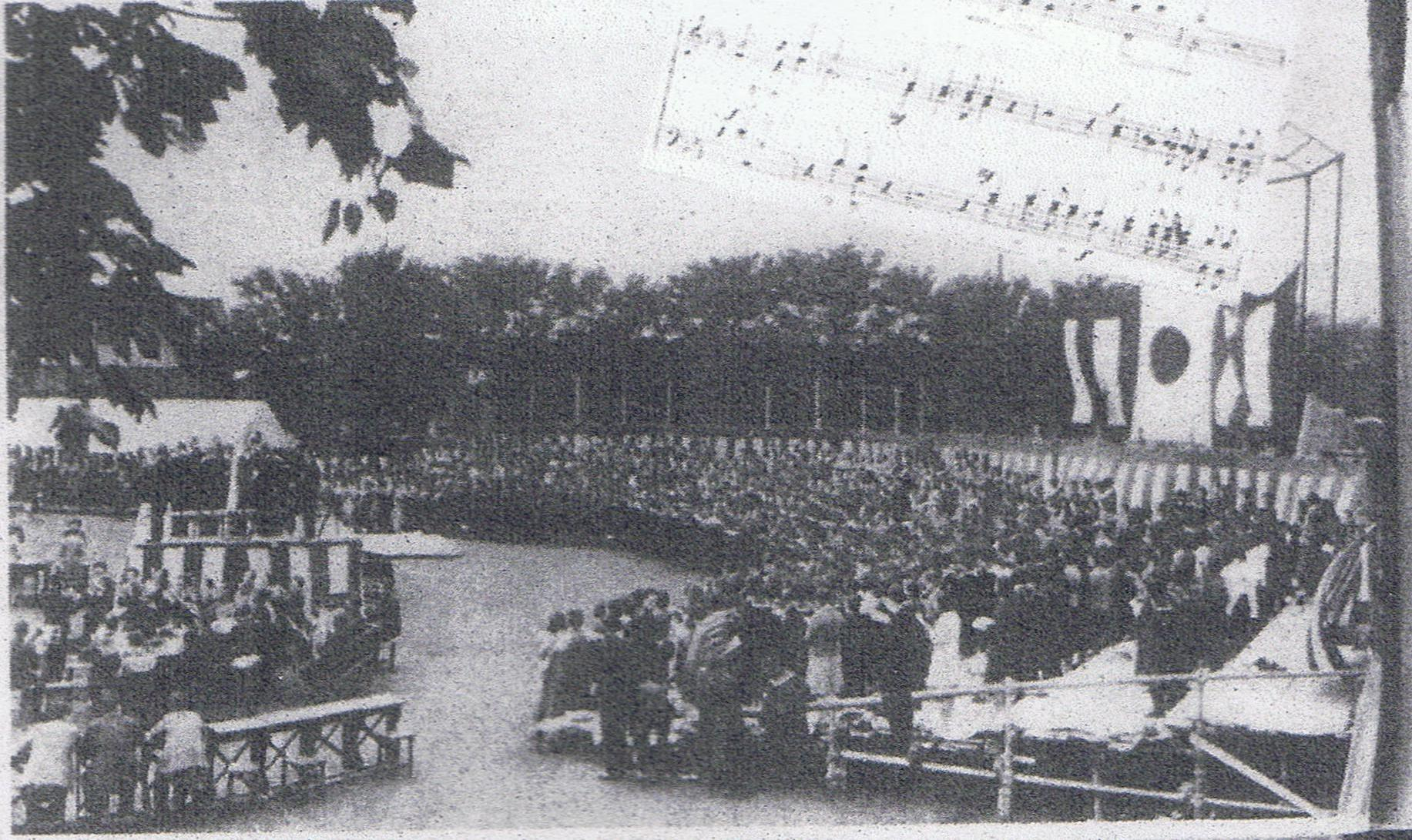
「祝祭讃歌」を歌う1500人の聖歌隊

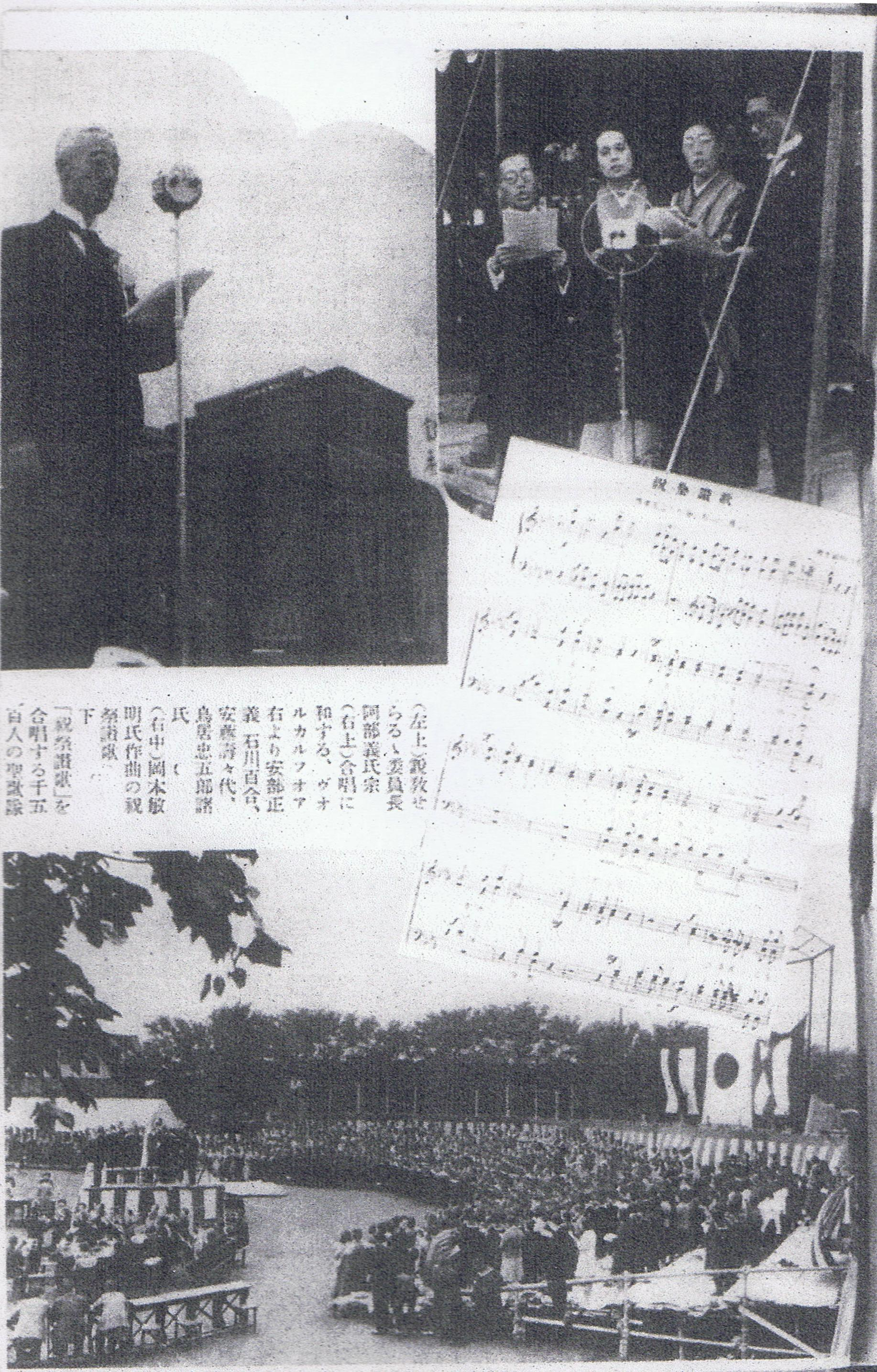
「祝祭讃歌」

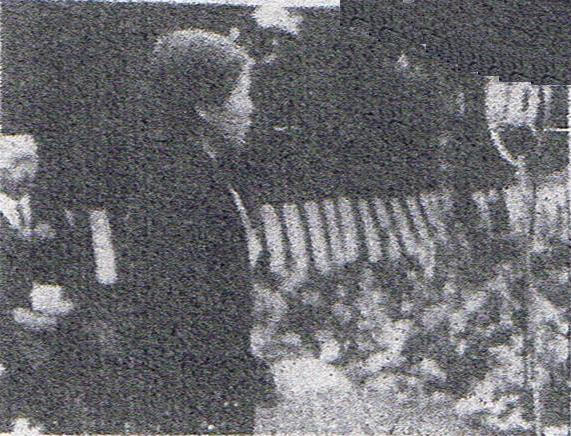
久布白落実の奨励

皇紀二千六百年奉祝全国基督教信徒大会（こうきにせんろっぴゃくねんほうしゅくぜんこくキリストきょうしんとたいかい）は、1940年（昭和15年）10月17日の神嘗祭の日に、神武天皇即位紀元2600年を記念するため、青山学院に2万人を集めて開かれた紀元二千六百年記念行事。
大会は宮城遥拝の国民儀礼でもって開始され、この日のために創作された天皇を賛美する「讃美歌」が歌われた。その後集まった会衆はこぞって明治神宮まで参拝した。大会は「吾等は全基督教会の合同の完成を期す」と宣言し、この決議に基づいて日本基督教団が成立した。
なお、日本基督教団の設立は日中戦争中で、宗教団体への政府の統制を目的とした宗教団体法に基づく政府の強い圧力があった。

## 準備
皇紀2600年を祝賀するにあたり、1939年(昭和14年)12月19日、キリスト教各派代表が会議を開き、1940年(昭和15年)10月17日の神嘗祭を卜して各派協同での大信徒大会を開催することに決した。この大会は「純然たる奉祝を目的とするものであって、一日で終了する」こと。また、これと関連して「各派の総会、修養会、および連盟総会などを開催」し、「地方における教職者と信徒の参加の便宜を計ること」などが協議された。

## 大会プログラム

### 午前の礼拝
- 開会の宣言　司会者：富田満
- 国歌斉唱（君が代）
- 宮城遥拝
- 黙祷
- 奉祝前奏曲　作曲：木岡英三郎
- 開会の辞　司会者：富田満
  - 「皇統連綿という無比の歴史に意味があり、日本人の誇りはここにある。キリストの十字架の精神こそ滅私奉公という精神に最も近い。」
- 讃美歌54番
- 聖書朗読　黙示録21章1節「我また新しき天と新しき地とを見たり」
- 祈祷　今泉真幸
  - 「二千六百年の昔に、神武の御門が大和の国をはじめ、皇国の基をすえたまいしことを感謝し奉る。爾来二千六百年の間、列聖相継いで皇国を知し召し給い、大八洲の民草広く深くその御恩に与かりしことを感謝し奉る。将士に一死報国の精神をあたえ、真にあなたの息子息女となることを得しめ給え。斯くすることに由って大君の赤子にふさわしい者とし、皇国の民草としての忠誠を全うさせて下さるように。」
- 讃美歌350番
- 説教　阿部義宗
  - 「日本のキリスト教徒は新天新地の黙示を見ている。皇紀二千六百年の皇運を喜ぶ集まりであると共に、日本のキリスト教の歴史におけるペンテコステである。教会合同の黙示は、日本独自の神の恩寵である。」
- 祈祷　千葉勇五郎の祈り
  - 「一心一体祖国の使命達成のために、御国建設の為に、我らの身も魂も尽くすことを赦して下さるように。新しき天と新しき地を地上に実現する者となることができるように。」
- 聖歌隊「祝祭讃歌」 作曲：岡本敏明
- 奨励「献金の趣旨」 真鍋頼一
  - 「日本においてキリスト教徒の為すべきことは、大東亜建設の事業である。」
- 献金
- 感謝祈祷　白戸八郎
  - 「東亜大陸における伝道事業の為に献金を用い、実を結ばせ給わんことを切に祈る。」
- 頌栄566番
- 祝祷　松井米太郎（英語版）

各種報告を持って、午前の部終了。

### 午後の祝会
司会：小崎道雄
- 讃美歌412番
- 祝祷　三浦豕
- 聖歌隊「二千六百年奉祝讃歌」
- 式辞　小崎道雄
  - 「本日全国にあるキリスト信徒相会し、茲に皇紀ある二千六百年を慶祝するの機会を得たことを感謝する。我国が肇国の古より八紘一宇の精神に則り、親展に親展を重ね今日の隆盛を来たしましたことは、是れ偏えに天佑を保有し給う万世一系の天皇の御稜威と、尊厳無比の国体に基づくものであり、この聖代に生を受けたことは感激に堪えない。日本のキリスト教が宣教わずか70年にして今日の進歩を見るに至ったのは、信教の自由を保障したまいし明治天皇の恩による。東亜における指導者として責任を大きさを痛感し、この大使命を全うする為に人力の限りを尽くすのみならず、神に対する信仰を盛んならしめねばならぬと信じる。」

#### 皇紀二千六百年奉祝全国基督教信徒大会宣言
- 宣言朗読　額賀鹿之助

神武天皇国を肇め給いしより茲に二千六百年 

皇統連綿として禰々光輝を宇内に放つ此栄ある歴史を懐うて

吾等転た感激に堪へざるものあり 

本日全国にある基督信徒相会し虔んで

天皇陛下の万歳を寿ぎ奉る 

惟ふに現下の世界情勢は

極めて波欄多く一刻の偸安を許さざるものあり

西に欧洲の戦禍あり東に支那事変ありて末た其終結を見ず

此渦中にありて我国は能く其針路を謬ることなく国運国力の進展を見つつあり 

是れ寔に天佑の然らしむる処にして

一君万民尊厳無比なる我国体に基くものと信じて疑わず

今や此世界の変局に処し国家は体制を新たにし

大東亜新秩序の建設に邁進しつつあり

吾等基督信徒も又之に即応し教会教派の別を棄て

合同一致以って国民精神指導の大業に参加し

進んで大政を翼賛し奉り尽忠報国の誠を致さんとす

拠って茲に吾等は此記念すべき日に方り左の宣言を為す

一、吾等は基督の福音を伝え救霊の使命を完うせんことを期す

一、吾等は全キリスト教会合同を期す

一、吾等は精神の作興道義の向上生活の刷新を期す。

右宣言す　昭和十五年十月十七日

この歴史的な大宣言が朗読せられ、全会衆の拍手暫し鳴りも止まなかった。
- 祝辞　内閣総理大臣　近衛文麿（代読）
- 祝辞朗読　文部大臣 橋田邦彦、東京府知事 岡田周造、東京市長 大久保留次郎
- 聖歌隊「祝祭賛歌」
- 奨励

以下、松山常次郎の奨励。
「神武天皇が大和を御平定遊ばされましてより今日に至りまする迄、大陸の文化に接して我国独特の文化を建設し、王政維新の時には西洋の文明と接触して開国進取の国是を定め、明治天皇の御統率の下に国運隆々として今日に至った。東亜の諸国の指導的地位を確立するに至ったことは誠にお互いに喜ばしく存する所である。近衛内閣の新体制は精神運動であると見ている。明治以来の科学万能主義や功利主義は文明建設のために効果はあったが、弊害も現れてきた。そのため理想主義に対する要求が起こり、まず日本精神運動が起こり、次に新体制運動が起こった。これは精神運動であるからキリスト教は新たに重大なる任を負わされた。即ち、精神、真心がなければ、新体制運動は成功しないと思う。東亜の新秩序の建設、日満支三国の親善提携によって東洋の平和を確立するのであり、精神的紐帯としてキリスト教が必要である事を深く感じる。国内伝道の充実、東亜伝道の拡大にクリスチャンは大いに力を要する。全国三十万のクリスチャンがその力を結集して、この大いなる使命に向かって突進しなければならない。ここに我々は教会合同の必要を感じる。教会合同の力を以って新たにこの使命に向かって突進しなければならない。伝道報国の大いなる責任を感じており、皇紀二千六百年の大会において、伝道報国の一大決心をしたい。」
久布白落実は「興亜奉公という偉大な精神は日本国民に対して火の柱、雲の柱であると信ずる、新体制は十字架の道である」と述べた。
斉藤惣一は「世界無比の国体である我国の歴史に対する感謝の心が湧く。青少年は、第一に若さを祖国に捧げ、純なる若き血、肉、全身を我国のために捧げねばならない。第二に、青少年は大日本帝国の希望である。第三に青少年は大日本帝国の良心であれ。日本帝国の礎となり、日本だけではなく、我らの目は東亜と世界に注がれなければならない。一つの大いなる望み、東亜に世界に新秩序建設の役割を果たさねばならない。」と述べた。
金井為一郎は「忠勇なるわが将兵が戦場に倒れる時には、天皇陛下万歳を唱えて喜んで死んでいくのである。この忠義の精神は万国に比類なきものであり、キリストにおいてさらに高いものとなり、永遠性を帯び、まことに宗教的になることは全世界に貢献すべきところの日本の偉大なる使命の一つである。紀元3世紀の間は教会は一つであり、信者は一致していたが、それより後には政争、戦争となり、教会が分裂し、教派がおこり、内部抗争によって弱り果てた歴史を繰り返してはならない。この機会に教会は一つなろうとする決意をもった。」と奨励。
今井三郎は「爆弾を抱いて敵陣に飛び込む自己犠牲も、友軍の突撃路を開く為に自爆するところの自己犠牲も、共に我が日本人の有する一つの特質である。力は上からの黙示によって得る。」と述べた。
- 祈祷

以下、藤崎五郎の祈り。
「新しい天と新しい地の幻を仰がしめ給うて誠にありがたく感謝致します。全ての教派、教会が全く一つになるという出来事を目前に仰がしめ給うて誠に感謝致します。」
以下、小原十三司の祈り。
「栄ある皇紀二千六百年奉祝全国キリスト教信徒大会を恩恵の中に終わらんとしていることを感謝致します。ペンテコステの日のように、清め給わんことを伏して願い奉る。」
- 頌栄　568番
- 祝祷　阿部義宗
- 万歳奉唱　発声 日疋信亮

## 皇紀二千六百年奉祝全国基督教信徒大会の委員
- 大会委員長：阿部義宗
- 大会副委員長：小崎道雄
- 書記：都田恒太郎

## 日本基督教団
第二次世界大戦下の1944年（昭和19年）3月26日、日本基督教団は現代の使徒書簡「日本基督教団より大東亜共栄圏に在る基督教徒に送る書翰」を大東亜共栄圏のキリスト教徒に送って呼びかけた。
以下、その一部抜粋。
なお、戦後の1967年（昭和42年）、軍部・政府の圧力に屈したことの反省と撤回の意味で「第二次大戦下における日本基督教団の責任についての告白」が行われた。

## 補註
1. 1 2  『日本福音ルーテル教會史』(ルーテル社、1954年) 383頁。